# Lobby pharmaceutique

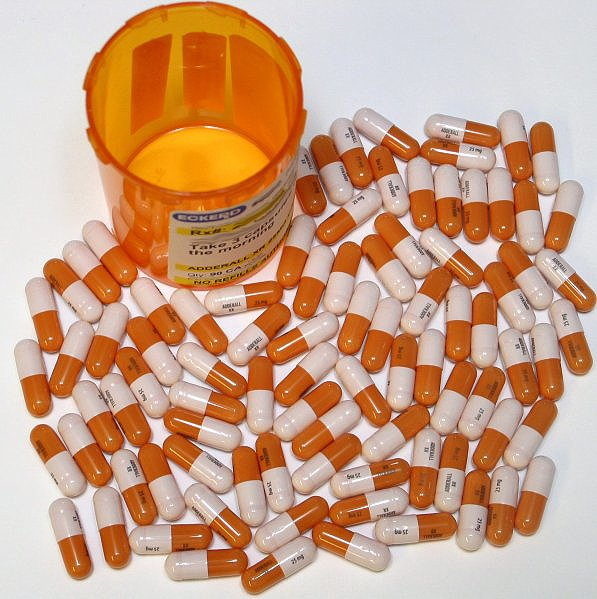

Le lobbying pharmaceutique est l'ensemble des mesures mises en œuvre par les industriels du secteur pour peser sur des décisions politiques ou de santé publiques. En tant qu'acteur des débats de santé publique directement intéressé aux évolutions du marché des médicaments, l'industrie pharmaceutique est partie prenante d'un certain nombre de débats et d'activités politiques. Elle se comporte comme un groupe de pression ou lobby. Les activités strictement politiques de l'industrie pharmaceutique ne sont qu'un des nombreux aspects de l'influence de cette industrie qui sont critiqués.
Plus de 7 milliards d’euros sont versés de 2017 à 2019 par l’industrie pharmaceutique aux professionnels de santé dans onze pays européens. Selon les créateurs de la base de données sur les liens entre industrie pharmaceutique et professionnels de santé Euros for Docs, « Tout démontre que l’influence de l’industrie pharmaceutique sur les médecins, les institutions politiques et les processus de réglementation est pernicieuse. La pression des médias et des citoyens est la seule solution pour faire changer les mentalités. »

## Modalités de lobbying

### Auprès de l'Union européenne
Le Point, relayant une étude du Corporate Europe Observatory, relève que les budgets d'intervention des 10 compagnies pharmaceutiques les plus actives auprès de l'Union européenne (Novartis, Merck KGaA, GlaxoSmithKline (GSK), Amgen, Roche, Johnson & Johnson (J&J), Sanofi, Pfizer et MSD Europe (groupe Merck & Co)) sont en moyenne de l'ordre de 15 millions d'euros. Ces activités de lobbying se traduisent par des « campagnes de communication, des conférences et sommets dans lesquels s'expriment de nombreux « experts » proches de leur intérêt, des expositions au sein du Parlement sur le thème « libérer les remèdes de demain » ou encore par la rédaction de rapports destinés aux élus. » Les industriels et leurs syndicats professionnels (Fédération européenne des associations et industries pharmaceutiques (EFPIA), European Biopharmaceutical Enterprises et Vaccines Europe) jouissent de laissez-passer leur permettant d'organiser des réunions avec les membres les plus haut placés du Parlement européen (respectivement 112 et 42 réunions en 2019), et de postes de conseil auprès de la Commission, leur permettant d'influencer les législateurs. Les axes d'action mentionnés sont les changements de réglementation et la reconnaissance du statut de médicament orphelin permettant de pratiquer des prix élevés pour certaines spécialités, avec le cas cité du Glivec (imatinib) de la société Novartis, un traitement anti-cancéreux dont le coût du traitement est de 100 000 dollars.
En 2020 lors de la pandémie de Covid-19, selon la presse belge, un des sept super négociateurs, de la Commission européenne face aux laboratoires pharmaceutiques, choisi par la Suède, était Richard Bergström, ancien directeur de l’European Federation of Pharmaceutical Industries and Associations (EFPIA), le principal lobby pharmaceutique de Big Pharma en Europe. La Commission européenne a cédé aux exigences de l’industrie pharmaceutique qui lui a demandé une confidentialité quasi totale sur les aides accordées pour la recherche et sur le coût des achats de vaccins contre la Covid-19.

### Auprès de médecins - Activités de formation
Certains laboratoires producteurs en proposant des formations professionnelles peuvent être tentés d'influencer les acteurs de santé à leur avantage.
Auprès des étudiants en médecine, les méthodes d'influence utilisés sont la publicité et la citation des marques de spécialité dans les manuels, et la délivrance de petits cadeaux aux marques des entreprises ou médicaments, pour aider à mémoriser ces marques au détriment de génériques .

### Auprès d'associations de patients
Il est très fréquent que l'industrie pharmaceutique finance des associations de patients, ce qui leur permet d'espérer d'en faire des porte-parole lorsqu'il s'agit de défendre l'intérêt de tel ou tel médicament. L'un des moyens d'action est la fourniture après identification préalable des acteurs à influencer ou à faire changer de position, lors du vote d'une loi ou pour l'initier, ou pour inscrire certaines préoccupations dans les points abordés lors des élections présidentielles. Peuvent s'y ajouter la rédaction d'argumentaires, et l'organisation de réunions avec des intervenants susceptibles d'avoir une influence dans le processus visé.